# 琼库勒巴什湖
琼库勒巴什湖，原位于中华人民共和国新疆维吾尔自治区克孜勒苏柯尔克孜自治州阿克陶县西部木吉河下游支流喀拉马沟沟口上游约1.2千米处一座高山吞吐淡水湖。湖面海拔约3300米，水域面积7.5平方千米，东西长约5.2千米，南北宽约2.6千米，蓄水量约1350万立方米。布仑口水库蓄水后成为库区的一部分。